# Liste der portugiesischen Botschafter in Belarus
Die Liste der portugiesischen Botschafter in Belarus listet die Botschafter der Republik Portugal in Belarus auf. Die beiden Staaten unterhalten seit 1992 direkte diplomatische Beziehungen.
Portugal unterhält keine eigene Botschaft in der belarussischen Hauptstadt Minsk, der portugiesische Botschafter in Moskau ist in Minsk doppelakkreditiert.

## Missionschefs
| Name                                                | Bild    | Akkreditierungsdatum | Anmerkungen                                                                      |
| Belarus                                             | Belarus | Belarus              | Belarus                                                                          |
| --------------------------------------------------- | ------- | -------------------- | -------------------------------------------------------------------------------- |
| José Manuel Peixoto Vilas-Boas de Vasconcelos Faria |         | 22. Februar 1996     | erster Botschafter Portugals für Belarus, Amtszeit bis 22. Mai 1996              |
| João Pacheco Luís Gomes                             |         |                      | Botschafter, Amtszeit 1996 bis 9. Januar 2001                                    |
| Jorge Ryder Torres Pereira                          |         |                      | Übergangs-Geschäftsträger, Amtszeit 30. Januar 2001 bis 1. November 2002         |
| João Diogo Nunes Barata                             |         |                      | Botschafter, Amtszeit 2. November 2002 bis 7. Oktober 2004                       |
| José Ernest Henzler Vieira Branco                   |         |                      | Botschafter mit Amtssitz Bratislava, Amtszeit 27. Januar 2005 bis 2. Januar 2010 |
| Manuel Marcelo Monteiro Curto                       |         |                      | Botschafter, Amtszeit 9. Oktober 2004 bis 16. Oktober 2009                       |
| Pedro Nuno de Abreu e Melo Bártolo                  |         |                      | Botschafter, Amtszeit 16. November 2009 bis 18. April 2013                       |
| Paulo João Lopes do Rego Vizeu Pinheiro             |         |                      | Botschafter, seit 12. September 2017                                             |